# Gaspard-Gustave Coriolis
Gaspard-Gustave de Coriolis (ur. 21 maja 1792 w Paryżu, zm. 19 września 1843 w Paryżu) – francuski fizyk i matematyk, członek Francuskiej Akademii Nauk.
Był zastępcą profesora matematyki w École Polytechnique w Paryżu w latach 1816–1838. Badał prawa ruchów,  mechanice wprowadził termin pracy, podał wzór na zmianę prędkości w wyniku wykonania pracy, wprowadził pojęcie energii kinetycznej. Ale jest najbardziej znany z pracy, którą opublikował w 1835 roku, "Sur les équations du mouvement relatif des systems de corps" (O równaniach ruchu względnego układów ciał), w której wykazał, że ciało poruszające się na obracającym się ciele i jest obserwowane z obracającego się obiektu, zachowuje się tak jakby działa na nie dodatkowa siła, nazwana później na jego cześć siłą Coriolisa.
Jego nazwisko pojawiło się na liście 72 nazwisk na wieży Eiffla.